# Squid
A Squid egy népszerű nyílt forráskódú HTTP(S) és FTP proxyszerver, elsősorban Unix/Linux operációs rendszerekre. Eredetileg különböző amerikai egyetemeken fejlesztették a National Science Foundation finanszírozásával; a finanszírozás megszűntekor a projekt kettévált, a zárt forráskódú NetCache és a nyílt forráskódú, önkéntesek által fejlesztett Squid szoftverre.